# Bitwa pod Knocknanauss
Bitwa pod Knocknanauss – starcie zbrojne, które miało miejsce w listopadzie 1647 r. w trakcie Irlandzkiej wojny konfederackiej (1641–1648, Rebelii Irlandzkiej) pomiędzy armią Konfederatów Irlandzkich a angielską Armią Parlamentu.
Latem 1647 r. komendant angielskiej armii parlamentarnej w Cork – Murrough O'Brien (Earl Inchiquinn) dokonał najazdu na tereny konfederackie w Munsterze paląc wioski i pola co przyniosło mu przydomek Murchaddh na doiteann (Murrough Podpalacz). W trakcie akcji O'Brien zdobył uchodzący za ważny religijny symbol irlandzki Rock of Cashel, masakrując znajdujący się tam garnizon irlandzki i członków katolickiego kleru.
Irlandczycy z powodu wewnętrznych zatargów nie byli w stanie powstrzymać marszu O'Briena, zabiegając cały czas o sojusz z rojalistami angielskimi. Dopiero po zdobyciu przez Anglików Rock of Cashel oraz spaleniu przez nich pól uprawnych co spowodowało kłopoty z dostawami żywności, Irlandczycy zastąpili Donagha MacCartyego komendanta Armii Munsteru, Viscountem Taafe zlecając mu odparcie ataku Anglików.
Taafe był angielskim katolikiem, posiadającym niewielkie doświadczenie żołnierskie. Posiadał wprawdzie oddział znakomitych żołnierzy weteranów dowodzonych przez Alasdaira MacColle, jednak większa część jego sił była niedoświadczona. Irlandczycy zdemoralizowani byli brakiem porozumienia z rojalistami angielskimi, wielu żołnierzy nie było lojalnych wobec Taafe. W przeciwieństwie do nich siły O'Briena były doświadczone w boju i dobrze wyszkolone.
W okolicy Knocknanauss (w pobliżu miejscowości Mallow w hrabstwie Cork) obie armie spotkały się w listopadzie 1647 r.
Bitwę rozpoczął nieskoordynowany atak wojsk irlandzkich. Taafe ustawił swoje siły w dwóch grupach po różnych stronach wzgórza, które uniemożliwiało im dobrą widoczność. W rezultacie jedna grupa nie wiedziała co porabia druga. W trakcie ataku Irlandczyków ludzie MacColla zapuścili się za uciekającym przeciwnikiem, zabijając wielu Anglików. Gdy już sądzili, że bitwa jest wygrana, Irlandczycy rozpoczęli plądrowanie dobytku Anglików. Tymczasem po przeciwnej stronie wzgórza kawaleria O'Briena zmusiła Irlandczyków do ucieczki pociągających za sobą wojska piechoty dowodzone przez Taafe. W trakcie odwrotu, wielu żołnierzy zostało zabitych przez Anglików. Podobnie stało się później z siłami MacCollie'a, który widząc trudną sytuację swoich wojsk, okrążanych przez wroga, zdecydował się wycofać pozostawiając na placu boju około 3 000 zabitych.